# Cylindrotoma tarsalis
Cylindrotoma tarsalis är en tvåvingeart som beskrevs av Johnson 1912. Cylindrotoma tarsalis ingår i släktet Cylindrotoma och familjen mellanharkrankar. Inga underarter finns listade i Catalogue of Life.